# Устье (Ивановская область)
 Устье — деревня в Комсомольском районе Ивановской области. Входит в состав Новоусадебского сельского поселения.

## География
Находится в западной части Ивановской области на расстоянии приблизительно 10 км на юг по прямой от районного центра города Комсомольска.

## История
В 1859 году здесь (деревня Шуйского уезда Владимирской губернии) было учтено 29 дворов, в 1902 году — 41.

## Население
Постоянное население составляло 226 человека (1859 год), 258 (1902), 36 в 2002 году (русские 100 %), 38 в 2010.